# Radio Killer 2 - Fine della corsa
Radio Killer 2 - Fine della corsa (Joy Ride 2: Dead Ahead) è un film del 2008 diretto da Louis Morneau, sequel del film Radio Killer (Joy Ride) del 2001.

## Trama
In un'area di servizio autostradale, un uomo si ferma a prendere delle sigarette. Quando esce, viene seguito da una prostituta, che lì bazzica, a caccia di clienti. L'uomo, che si scopre essere un camionista, non accorgendosi subito di lei, sale a bordo del suo tir. Poco dopo, la donna lo raggiunge, sale a bordo del camion e, dopo un breve scambio di parole, lo sprona per avere un rapporto con lei. L'uomo però le fa una richiesta insolita (bagnarsi per lui sotto la pioggia), al che lei, irritata, decide di volersene andare, accorgendosi però subito che lo sconosciuto ha bloccato le porte del mezzo pesante. Lui allora le intima di scendere dal finestrino rimasto aperto, ma mentre lei prova a sgusciare fuori, il camionista lo tira su, intrappolandola fuori con la parte superiore del corpo. Poi parte, passando vicino ad un camion parcheggiato dietro la strada che la decapita, uccidendola.
Melissa e Kayla sono due sorelle che s'incontrano dopo molto tempo. Sono in viaggio verso Las Vegas assieme al fidanzato di Melissa, Bobby, con il quale la giovane convive, con progetti di matrimonio. I tre viaggiano su una macchina appartenuta alla nonna delle due ragazze e, ad un certo punto, si fermano in un'area di sosta per fare benzina. Una volta giunti sul luogo, incontrano un ragazzo che domanda loro se desiderano fare il pieno, poi bacia Kayla con aria sfacciata. Melissa e Bobby scoprono così che Kayla ha conosciuto il ragazzo su MySpace e che si sono messi d'accordo d'incontrarsi lì per conoscersi di persona. Dopo una breve discussione fra le due sorelle, i quattro partono tutti assieme. Ma nel bel mezzo di una zona disabitata, la loro auto ha un problema e la compagnia rimane appiedata. Si avviano dunque verso il luogo cui la strada li stava portando, scoprendo una casa nel bel mezzo del nulla. Nick, rompendo un vetro, riesce ad entrare. Dopo un giro per l'abitazione vuota e polverosa, i quattro entrano nel box antistante, dove trovano un'auto. Decidono quindi di prenderla in prestito per raggiungere la città e Melissa lascia sulla porta della casa il suo numero di cellulare, per evitare che gli inquilini, al loro ritorno, chiamino la polizia, pensando ad un furto.
Strada facendo, Melissa, Kayla, Bobby e Nick si fermano a mangiare in un ristorante frequentato da camionisti. Dopo un diverbio fra Bobby e Nick sui modi rozzi che quest'ultimo tiene nei confronti degli autotrasportatori, Bobby si alza, va in bagno e non fa più ritorno. Dopo qualche minuto, il cellulare di Melissa squilla: è il proprietario dell'auto che hanno preso in prestito. Dapprima cordiale, la voce la mette presto al corrente di avere rapito il suo ragazzo. L'uomo è Chiodo Arrugginito, il sadico camionista già incontrato nel precedente film. La voce gli intima di fare tutto quello che vuole, pena la morte di Bobby. Melissa, spaventata, avverte gli altri e accetta. La prima richiesta del rapitore è un dito di Kayla, precisamente quello che lei gli aveva fatto vedere quando, appena scesi dalla macchina vicino al ristorante, lui era passato con il camion ad un passo da loro, suonando il clackson. I ragazzi fingono d'accettare. Si recano invece in un obitorio, dove tagliano un dito ad un cadavere che fanno poi recapitare al camionista. Lui però si accorge di avere subito un imbroglio e, a sua volta, mentre tiene distratti i ragazzi, taglia un dito al fidanzato di Melissa e glielo fa ritrovare a bordo dell'auto.
Successivamente, Chiodo Arrugginito si ferma in un'area di servizio per prendere delle sigarette. Qui, Bobby, mentre è solo sul camion, vedendo uscire fuori dal locale un uomo intento a fumare, cerca di richiamare la sua attenzione urlando e facendo i fari. L'uomo lo vede, s'avvicina con l'intenzione d'aiutarlo, ma Chiodo Arrugginito lo sorprende alle spalle e lo uccide sotto i suoi occhi. Sale poi a bordo del camion e chiama Melissa e la sua compagnia, dicendogli che vuole della droga. Manda i tre ad una festa di camionisti organizzata in un campo dove sa che si spaccia Speed ed intima alle ragazze di vestire Nick da prostituta (trovano infatti gli abiti della donna uccisa dal camionista all'inizio del film nel bagagliaio) e di lasciarlo andare fuori solo per procurargli la roba. Dopo una breve ma inutile protesta da parte di quest'ultimo, il ragazzo cede, ma poco dopo che è sceso dall'auto e che si è infilato in mezzo alla festa, a causa dei tacchi alti, inciampa. Chiodo Arrugginito, che seguiva la scena da distante, si avvicina perciò a lui senza che se ne accorga e lo rapisce, con Melissa e Kayla impotenti all'intervenire per aiutarlo. Fra le due sorelle ed il camionista, allora, nasce un inseguimento senza respiro, che termina con Chiodo Arrugginito che fa fare un incidente alle ragazze, dal quale solo Melissa riesce a salvarsi.
Chiodo Arrugginito porta Bobby e Nick a casa sua. Una volta fatti sedere di forza fronte a fronte su un tavolo nel box da dove i ragazzi avevano preso l'auto, fa fare loro un sadico gioco con i dadi: a seconda del numero che esce, i due subiscono svariate torture. Ad un certo punto, nel tirare i dadi, Bobby fa uscire il numero due: è il numero della morte e Chiodo Arrugginito uccide Nick trafiggendolo con una sbarra di ferro. Nel frattempo, Melissa, che si è messa sulle loro tracce, riesce a rubare una moto della polizia, dirigendosi poi verso la casa del folle. Quando arriva, lascia la moto con i lampeggianti accesi in bella vista di Chiodo Arrugginito e corre a nascondersi. L'uomo, accorgendosi di ciò, prende Bobby, lo carica con violenza sul rimorchio del camion, gli lega al collo un cappio e gli mette il telecomando che regola la stretta della corda sotto i piedi. Scende poi dal camion, chiude il rimorchio, ma Melissa lo sorprende alle spalle e lo stordisce. Bobby allora la chiama per chiederle aiuto. Melissa sale sul camion e lo mette in moto, convinta che il rimorchio sia attaccato, con l'intenzione di fuggire. Il rimorchio rimane dov'è, perciò lei si ritrova a guidare la sola motrice. D'improvviso, mentre è nei pressi del dirupo dietro la casa di Chiodo Arrugginito, il camionista l'assale alle spalle. Fra i due ne nasce un'accesa lotta, ma qualche metro prima del burrone Melissa si butta fuori dal camion. La motrice, con Chiodo Arrugginito a bordo, cade nel dirupo e prende fuoco. Mentre Melissa lo guarda bruciare, viene raggiunta da Bobby. Insieme guardano per un altro po' le fiamme, poi si allontanano, per cercare soccorso.
Qualche tempo dopo, una ragazza è in strada con l'auto ferma. Passa un camion che subito procede, ma poi si ferma e fa retromarcia, chiedendole se le serve un passaggio...
La storia non è finita...

## Sequel
- Radio Killer 3 - La corsa continua (2014)